# 卡氏擬拉格鮡
卡氏擬拉格鮡，為輻鰭魚綱鯰形目骨鮡科的其中一種，為熱帶淡水魚類，分布於亞洲印度及尼泊爾淡水流域，體長可達4公分，棲息在緩慢流動的溪流底層水域，生活習性不明。

## 扩展阅读
維基物種上的相關：卡氏擬拉格鮡